# Alejandro Foglia
Alejandro José Foglia Costa (* 30. Januar 1984 in Montevideo) ist ein uruguayischer Segler.
Der 1,89 Meter große, Chino genannte Sportler absolvierte seine Schulausbildung auf der Deutschen Schule in Montevideo. Foglia stammt aus dem montevideanischen Barrio Parque Rodó und studiert Sportpädagogik am Instituto Superior de Educación Física. Er begann im Alter von sieben Jahren mit dem Segeln. Drei Jahre später nahm er an seinem ersten Wettkampf teil. Sein erstes Boot war eines der Optimist-Klasse. Der Bruder der Seglerinnen Andrea Foglia und Mariana Foglia gehört dem Yacht Club Punta del Este an. Sein Laser-Trainer ist Luis Chiapparro. Für Foglias Physis ist Oscar Gadea zuständig. 1996 feierte er bei der Optimist-Südamerikameisterschaft in Ecuador sein internationales Debüt.
Bei den Südamerikameisterschaften 1998 in Cartagena erreichte er einen 3. Platz mit der Mannschaft in der Optimist-Klasse. Im selben Jahr stand er auch im uruguayischen Mannschaftskader für die Südamerikaspiele 1998. Zudem ging er in dieser Wettbewerbsparte bei zwei Weltmeisterschaften und insgesamt vier Südamerikameisterschaften an den Start. In der Snipe-Klasse wurde er Neunter bei den Junioren-Weltmeisterschaften in Spanien, Dritter bei den Junioren-Südamerikameisterschaften und hat überdies bislang mehr als 25 internationale Wettbewerbe in dieser Bootsklasse gesegelt. 2002 nahm er erneut an den Südamerikaspielen teil, einen Podestplatz erreichte er dort jedoch nicht.
Nachdem er 2005 Zweiter beim Campeonato Hemisferio war, gewann er dies im Folgejahr. Die argentinischen Meisterschaften des Jahres 2006 schloss er als Vizemeister ab. Im selben Jahr gehörte er dem uruguayischen Aufgebot bei den Südamerikaspielen 2006 an. Die Panamerikanischen Spiele 2007 in Rio de Janeiro beendete er auf einem sechsten Rang. In jenem Jahr wies er bei den in Melbourne ausgetragenen Weltmeisterschaften Platz 22 im Klassement auf und wurde Vierter der Südamerikameisterschaften in Mar del Plata.
Auch nahm der mehrfache Uruguayische Meister (2003, 2005, 2006 und 2007) Foglia bereits an den Olympischen Sommerspielen 2004 teil. Dort belegte er in der Finn-Dinghy-Klasse Rang 34. Bei den Olympischen Spielen 2008 war er erneut für Uruguay am Start und agierte zudem als Fahnenträger der uruguayischen Olympiamannschaft. In Peking belegte er den 17. Platz. Foglia war überdies Teilnehmer in der Laser-Standard-Klasse bei den in Montevideo und Punta del Este ausgerichteten I. Strand-Südamerikaspielen 2010. Auch an den Südamerikaspielen 2010 in Medellín nahm er teil.
Foglia war abermals Teil des Aufgebots der uruguayischen Mannschaft bei den Panamerikanischen Spielen 2011 und für die Olympischen Sommerspiele 2012. In London startete er im Laser-Wettbewerb. Dort übertraf er die Prognosen und Erwartungen, sicherte sich mit einem zweiten Platz im Medaillenrennen in der Endabrechnung den achten Rang und erreichte damit das Olympische Diplom. Gleichzeitig war er bester Lateinamerikaner in diesem Wettbewerb.
Da seine Schwester ebenfalls bei den Olympischen Spielen in London teilnahm, war in Uruguays Mannschaft zum dritten Mal in der Olympia-Geschichte des Landes nach 1936 (Baldomiro und Gabriel Benquet) und 2004 (Paul und Martín Kutscher) ein Geschwisterpaar vertreten.

## Auszeichnungen
- 2000–2001: Premio Charrúa

## Erfolge
- Uruguayischer Meister: 2003, 2005, 2006 und 2007
- Sieger des Campeonato Hemisferio: 2006